# Stupeň B1043 Falconu 9
Stupeň B1043 Falconu 9 je první stupeň rakety Falcon 9 verze Block 4 vyráběné společností SpaceX. Poprvé tento první stupeň letěl v lednu 2017, kdy vynášel tajný americký satelit Zuma. Po vynesení nákladu úspěšně přistál na ploše LZ-1. Následně byl stupeň zrenovován a byl použit jako nosič při misi, kdy se o místo pod aerodynamickým krytem dělilo pět satelitů Iridium NEXT a dvě družice GRACE-FO. Verze Block 4 sice měla certifikaci pro tři lety, ale reálně se nepočítalo s více než dvěma lety. A jelikož SpaceX již nasbírala dostatek dat z přistání prvních stupňů, tak tento stupeň nebyl při druhém letu zachráněn.

## Historie letů
| Číslo použití | Datum startu (UTC) | Let číslo | Náklad                        | Start | Místo startu | Přistání | Místo přistání | Poznámky      |
| ------------- | ------------------ | --------- | ----------------------------- | ----- | ------------ | -------- | -------------- | ------------- |
| 1             | 8. ledna 2017      | 47        | Zuma                          |       | CCAFS SLC-40 |          | LZ-1           |               |
| 2             | 22. května 2018    | 55        | Iridium NEXT 51-55 / GRACE-FO |       | VAFBSLC-4E   |          |                | Bez přistání. |